# St Andrew’s East Church

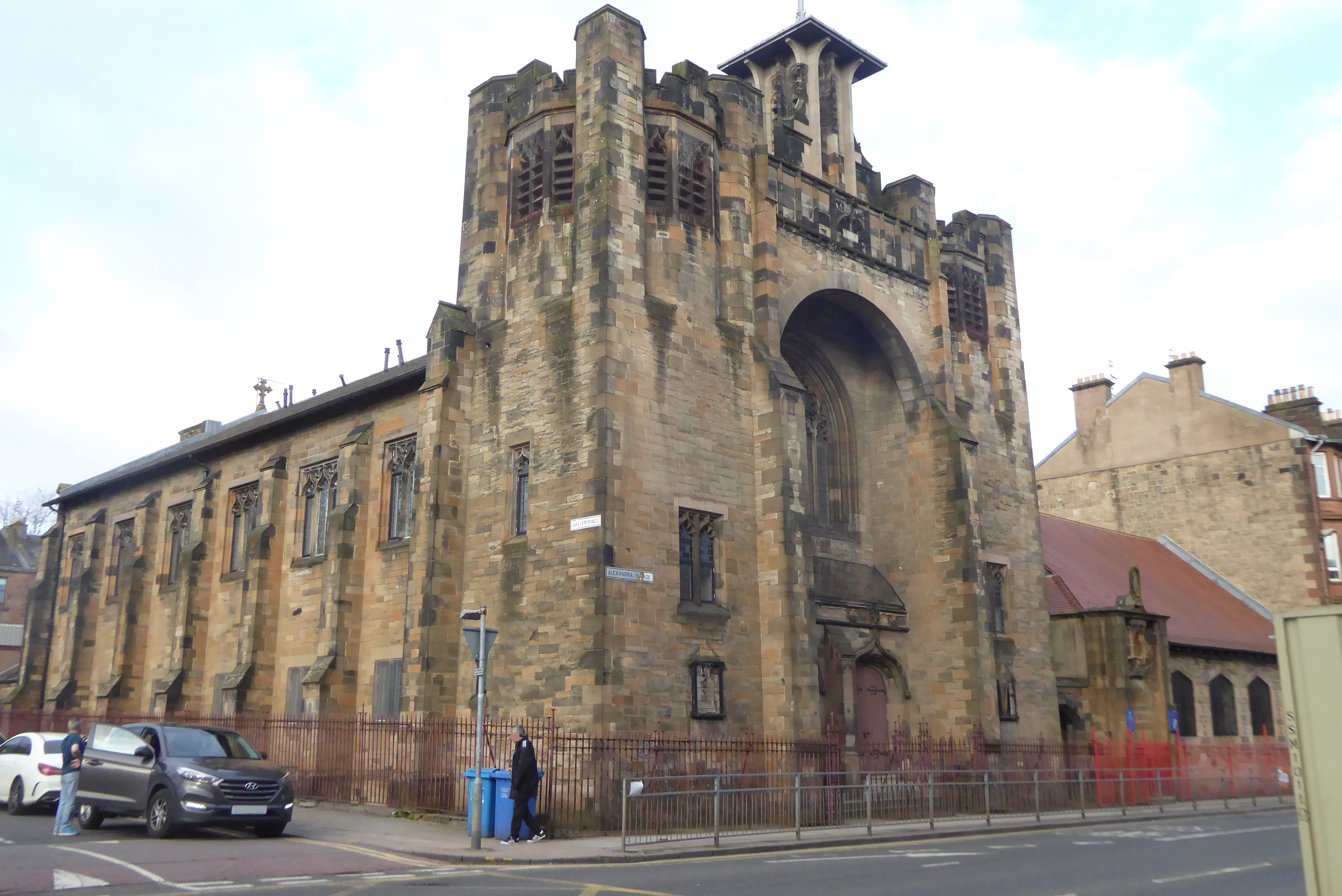
St Andrew’s East Church

Die St Andrew’s East Church ist ein ehemaliges Kirchengebäude der Church of Scotland in der schottischen Stadt Glasgow. 1970 wurde das Bauwerk in die schottischen Denkmallisten in der höchsten Denkmalkategorie A aufgenommen. Des Weiteren ist die zugehörige Gemeindehalle ebenfalls separat als Kategorie-A-Bauwerk klassifiziert.

## Geschichte
Die Gemeindehalle wurde noch vor der Kirche im Jahre 1899 fertiggestellt. Für den Entwurf zeichnen die schottischen Architekten James Salmon und John Gaff Gillespie verantwortlich. Die St Andrew’s East Church wurde zwischen 1903 und 1904 nach einem Entwurf von James Miller errichtet. Im Jahre 2002 wurde die Kirche aufgegeben und die Gemeinde richtete sich in der Gemeindehalle ein. Die Kirche wurde hingegen in Wohnungen unterteilt.

## Beschreibung
Die St Andrew’s East Church steht an der Einmündung der Easter Craigs in die Alexandra Parade (A8) im Glasgower Osten. Das neogotische Bauwerk interpretiert den Perpendicular Style im Sinne der Arts-and-Crafts-Bewegung. Sein Mauerwerk besteht aus bossierten Steinquadern mit polierten Details. An der der südexponierten Frontfassade flankieren zwei kurze, stumpfe Türme mit massiver Pseudo-Zinnenbewehrung das zentrale Eingangsportal. Oberhalb des Portals öffnet sich ein weites Fenster hinter einem Rundbogen. Auf dem Bogen sitzt ein kleiner Dachreiter mit dem Geläut auf. Entlang der Flanken des Langhauses ziehen sich Strebepfeiler. Der Innenraum ist schlichter mit flachem Tonnengewölbe gestaltet.

## Gemeindehalle
Die Gemeindehalle befindet sich direkt rechts der Kirche. Es handelt sich um ein einstöckiges Jugendstilgebäude mit vier schmucklosen, kleinteiligen Bleiglasfenstern entlang der Straße, die mit Tudorbögen schließen. Die beiden Eckrisalite sind detailreich im Jugendstil skulpturiert. Am linken Risaliten befindet sich das Eingangsportal. Auf dem Giebel des abschließenden Satteldachs sitzt ein kleiner Dachreiter mit offenem Geläut auf.